# لکه زرد
لکهٔ زرد یا ماکولا (به انگلیسی: Macula)  بخشی از شبکیه است که بیشترین حساسیت به نور را دارد و موجب دید مستقیم و واضح می‌شود. لکه زرد برای کارهای دقیق مثل خواندن و رانندگی لازم است.
این لکه با شکل بیضوی حاوی رنگدانه‌های زرد و در نزدیکی مرکز شبکیه است. گودی مرکزی (fovea) که بیشترین تراکم یاخته‌های مخروطی چشم را داراست در لکهٔ زرد قرار دارد. یاخته‌های مخروطی گونه‌ای از یاخته‌های گیرندهٔ نور هستند که به مغز توانایی دیدن رنگ‌ها و جزئیات ظریف اشیا را می‌دهند و بیشتر در نور قوی تحریک می‌شوند. بنابراین، این بخش که در انتهای چشم و در راستای مردمک قرار دارد(بعلاوه در محور نوری چشم قرار دارد)، در دقت و تیزبینی چشم نقش دارد( چشم زنان دقت و تیزبینی بالایی دارد).  قطر لکهٔ زرد حدود ۲ میلی‌متر است.

## نگارخانه

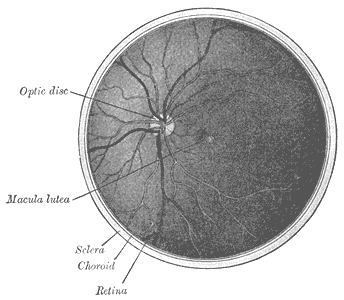
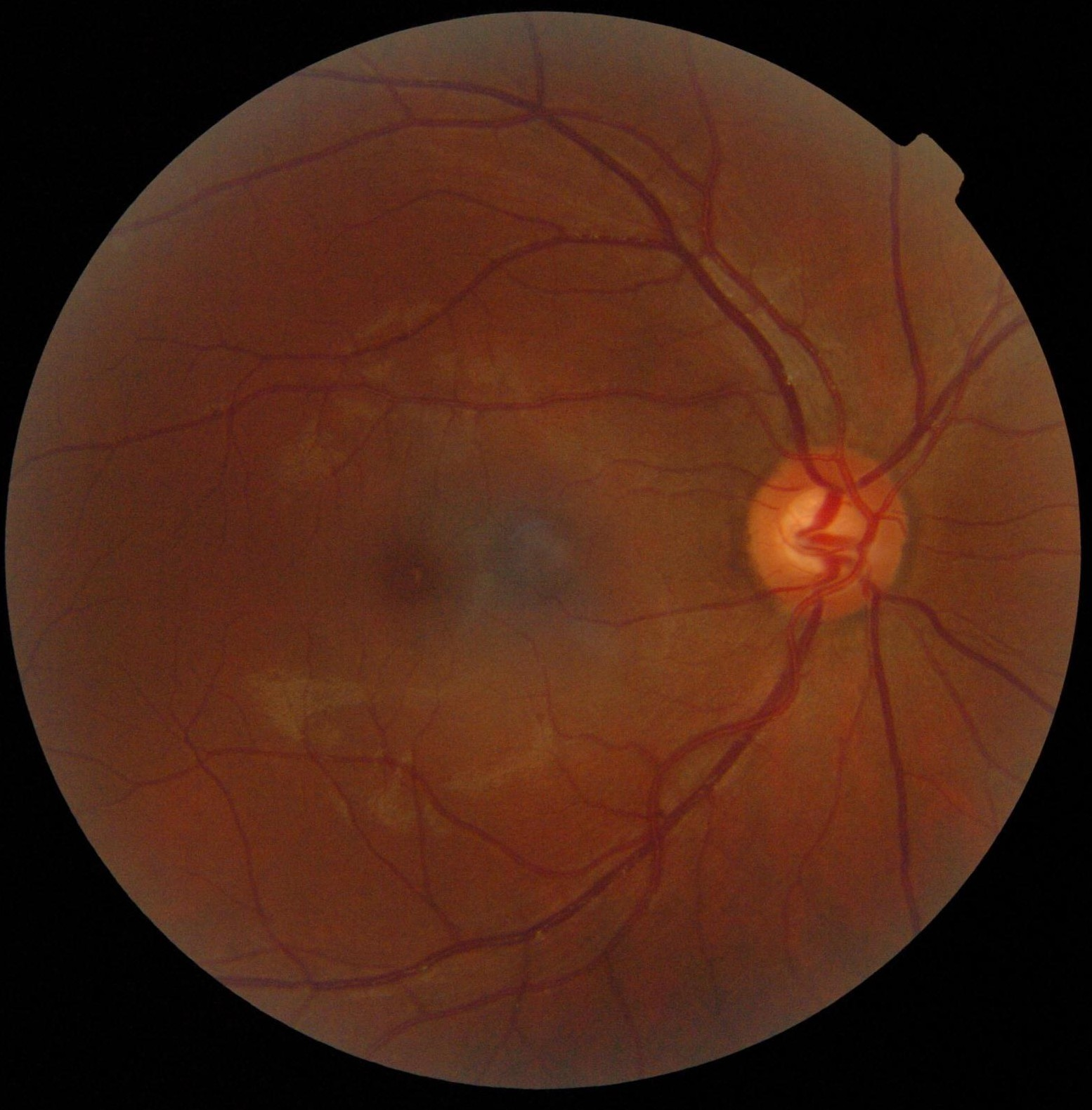